# Жубиаба
«Жубиаба́» (порт. Jubiabá) — четвёртый роман классика бразильской литературы Жоржи Амаду, завершённый и впервые опубликованный в 1935 году. Перевод на русский язык Е. Г. Голубевой издан в 1973 году.

## Описание
Работа над романом была начата в Консейсан-да-Фейра в середине 1934 года и завершена в Рио-де-Жанейро в 1935 году. Первое издание вышло в сентябре 1935 года. «Жубиаба» стал первым произведением первого цикла романов о Баие (баиянский цикл), в который вошли также «Мёртвое море» (1936) и «Капитаны песка» (1937). Согласно И. А. Тертерян, книги второго баиянского цикла («Старые моряки», «Дона Флор», «Лавка чудес») являются продолжением романов «Жубиаба» и «Мёртвое море».
Здесь появляются некоторые персонажи, темы и мотивы, описанные в последующих произведениях. Моряки Мануэл и Гума из главы «Баркас» будут фигурировать в романе «Мёртвое море» и новелле «Необычайная кончина Кинкаса Сгинь Вода» (1961): с баркаса Мануэла Кинкас «бросится» в море, где обретёт свою истинную и заранее предречённую смерть. Море означает свободу, странствия и перемены. Мотив смерти настоящего моряка, настигающей его только в море, характерен другим произведениям писателя. Жизненный путь Антонио Балдуино напоминает историю Педру Пули из «Капитанов песка». Темы «Жубиабы» получат новое освещение в «Лавке чудес» (1969). Среди вымышленных персонажей некоторых последующих произведений писателя будут фигурировать реально существующие известные личности. Согласно данным, изложенным Амаду в путеводителе «Бухта Всех Святых» (Bahia de Todos os Santos, 1945), заглавный герой, отец святого Жубиаба (порт. pai-de-santo Jubiabá), действительно жил в Баие. Севериану Маноэл де Абреу (Severiano Manoel de Abreu), или Жубиаба был авторитетным целителем 1920-х годов в Салвадоре, имевшим клиентов не только среди бедняков фавел, но и среди представителей среднего и высшего классов общества. Сохранилась заметка журналиста о визите к нему полиции 5 октября 1921 года.
В Бразилии вышло более 50 переизданий романа. На языке оригинала книга публиковалась в Португалии и была переведена на английский, баскский, болгарский, венгерский, греческий, китайский, испанский, итальянский, немецкий, норвежский, польский, румынский, русский, французский, чешский языки.
Роман лёг в основу двух театральных (1961, 1970) и одной радиопостановки (1946). В 1986 году состоялась премьера кинофильма «Жубиаба» бразильского режиссёра Нелсона Перейры дус Сантуса, вышедшего на телеэкраны Франции под названием «Бухта всех святых» (фр. Bahia de tous les saints).

## Краткое содержание
Вторая глава «Детство» начинается с описания жизни 8-летнего негритянского мальчика Антонио Балдуино (точнее Антониу Балдуину — Antônio Balduíno). Об отце и матери он узнаёт из рассказов своей тётки Луизы. В трущобах на холме (фавеле) своеобразной школой героя становятся рассказы, песни и истории уважаемых жителей. Антонио решает, что он никогда не будет рабом, и главное в жизни — это свобода. Истории о героях прошлого, об отце укрепляют его желание стать таким героем, о котором будут слагаться песни.
Одержимая духом Луиза сходит с ума и через три года умирает в лечебнице. Мальчика берёт на воспитание семья богатого португальца. Антонио с холма провожает знахарь и макумбейро Жубиаба, к которому мальчик сначала относился с опаской. Со временем Жубиаба стал жизненным наставником негритёнка и принимал деятельное участие в его дальнейшей судьбе.
Автор поселяет Антонио в особняк португальца Перейры в переулке Зумби-дос-Палмарес в Салвадоре. Перейра сокращает фамилию Балдуино до Балдо. Мальчик сразу же подружился с дочерью португальца Линдиналвой. Жубиаба рассказывает негритёнку историю о герое Зумби — вожде Киломбу Палмарис, именем которого назван переулок. Антонио за его строптивость выгоняют из школы, где он всё же обучился грамоте. Комфортная жизнь в особняке заканчивается, когда Балдо вынужден скрываться бегством. Начинаются приключения, приносящие Антонио громкую славу. Он работает на табачных плантациях, выступает в цирке, становится непобедимым боксёром и известным автором самб.
Запечатлённый в детстве светлый образ платонической любви к Линдиналве Антонио пронёс через всю свою жизнь. Его не затмевают многочисленные любовницы, не омрачает известие о том, что девушка пошла по рукам. По просьбе Линдиналвы Балдо становится лидером всеобщей забастовки в Салвадоре. По словам Жубиабы, рабству никогда не придёт конец, но Антонио отказывается склонить голову. В финале в сложенной об Антонио песне поётся о сильном и строптивом негре, борющемся за свободу своего народа.

## Оценки
И. А. Тертерян писала: «Амаду создал антирасистский роман «Жубиаба» (Jubiabá), героем которого является негр». Это был один из первых случаев в истории бразильской литературы, когда главным персонажем произведения изображён свободолюбивый негр. Однако автор несколько идеализировал мировосприятие афро-бразильцев: не только в Африке до прибытия португальцев, но и в Республике Палмарис существовало рабство.
Роман завоевал не только мгновенный, но и крепкий успех как в Бразилии, так и за её пределами. Перевод на французский язык издательства Gallimard под названием «Бухта Всех Святых» (фр. Bahia de Tous les Saints) принёс автору мировую известность. Высоко оценил роман Альбер Камю: «Это великолепная и ошеломляющая книга».
По мнению И. А. Тертерян, характеры романа «похожи на излюбленных персонажей народных песен или баллад: переживая многочисленные превращения, они сохраняют нетронутой свою изначальную цельность. Это, собственно говоря, не характеры, а поэтические темы. Каждый из них воплощает одну из сторон народного сознания. <…> Весь роман „Жубиаба“ построен на фольклорных символах и формах, на параллелизме ситуаций, характерном для фольклора, на отождествлении персонажей с фольклорными героями». Автор аннотации ко 2-му русскому изданию (2011) отнёс роман к «первым — и самым необычным — произведением латиноамериканского магического реализма».

## Русский перевод
- Амаду Ж. Жубиаба / Пер. с порт. Е. Г. Голубевой, стихи в пер. И. М. Чежеговой // Жубиаба. Мёртвое море / Пер. с порт. И. М. Чежеговой, Е. Г. Голубевой. — М. : Художественная литература, 1973. — С. 21—298. — 544 с. — 75 000 экз.